# 連温卿
連温卿（れん おんきょう）は台湾の社会運動家。
連温卿は公学校卒業後独学を続け、1913年に人種、言語の不一致が社会矛盾の根本的な原因であるとしエスペラント語運動に参加、世界言語の普及により民族を超越した世界平和を追求した。その後児玉四郎が訪台し日本エスペラント語協会台湾支部を設立すると、連温卿は刊行物『緑蔭（Verda Ombro）』の編集を担当した。
連温卿はエスペラント語運動以外に社会主義など社会科学理論への研究も行い、1923年7月に蔣渭水などとともに人社会問題研究会を設立した。しかし研究会は日本官憲の取り締まり対象となり解散、再び蔣渭水と共に台北青年会を結成している。日本の社会主義者山川均との通信のなかで強い影響を受け、一部からは山川主義者と称されることもあったが、連温卿の思想は穏健な社会主義であった。その後連温卿は台湾文化協会に参加している。
1926年、台湾文化協会が会則の修正で内部分裂が発生すると、連温卿は委員長制の採択を提案し文協総会を通過するが、これが右派会員の脱退につながり新たに右派組織の台湾民衆党は結成するに至っている。左派会員は新文協での活動を続けたが、会員の多くが台湾共産党結党の影響を強く受け、穏健思想の連温卿は地域主義、分裂主義者として批判を受け、1929年11月の新文協第3回退会で除籍処分を受け、これを契機に連温卿は政治運動から引退する。戦後二二八事件が発生し、台湾で白色テロが発生したがすでに政治活動を行っていない連温卿は事件による弾圧を免れることとなった。
政治運動から引退した連温卿は太平洋戦争期間中は『民俗台湾』を、戦後は『台北文物』を出版し台湾の民俗、歴史に関する執筆活動を続けた。1955年に台北市文献会が背率され『台北市志』の刊行準備が進められた際、政治運動に関する文章の担当として連温卿に打診されたが、当局の不適当との判断により採用に至らなかった。
1957年に死去している。